# 3865 Lindbloom
A 3865 Lindbloom (ideiglenes jelöléssel 1988 AY4) a Naprendszer kisbolygóövében található aszteroida. Henri Debehogne fedezte fel 1988. január 13-án.